# Liste der ehemaligen NVA-Standorte im heutigen Mecklenburg-Vorpommern

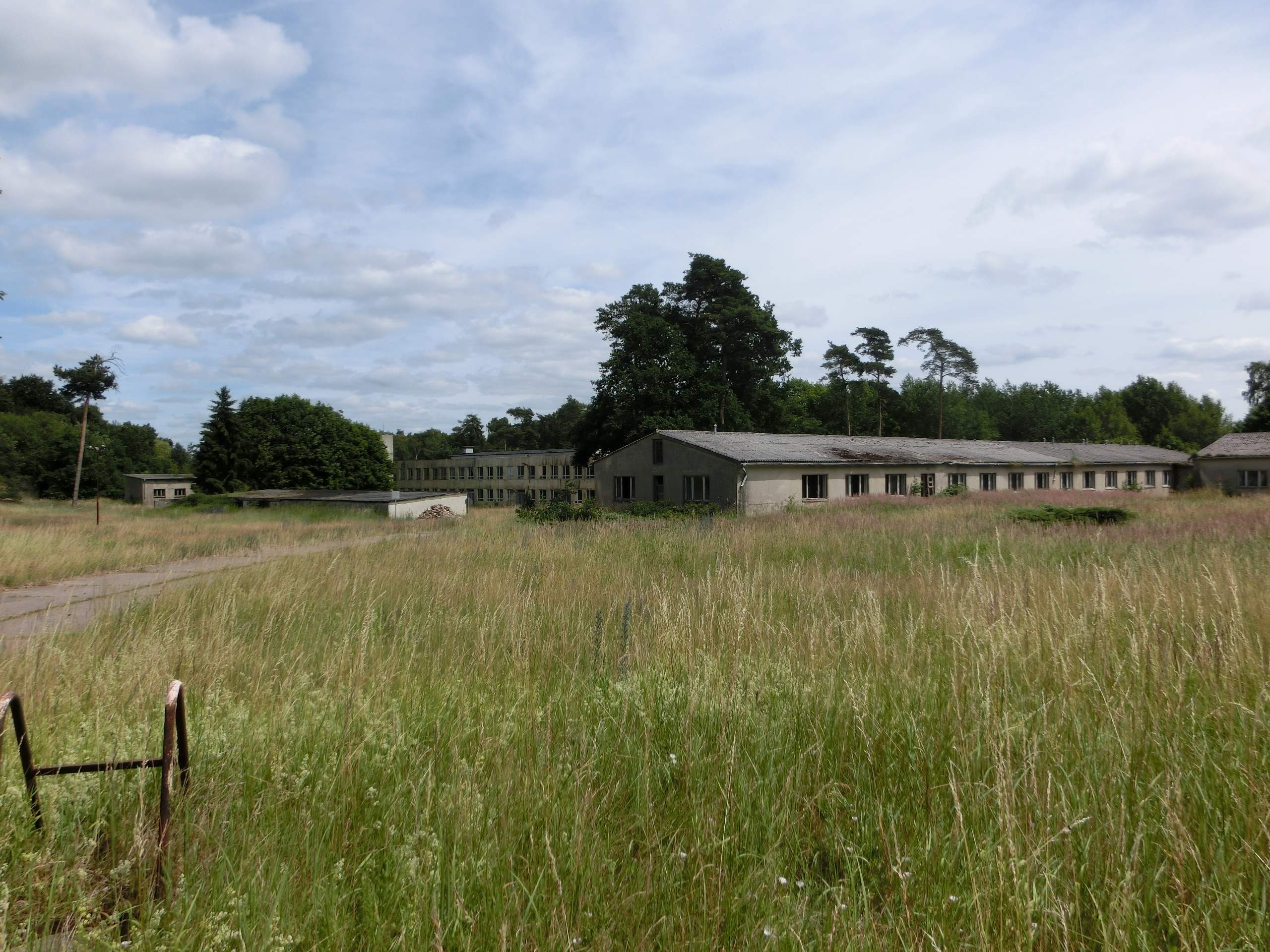
Goldberg (2017)

Die Liste der ehemaligen NVA-Standorte im heutigen Mecklenburg-Vorpommern verzeichnet die Standorte und Truppenteile der Teilstreitkräfte der Nationalen Volksarmee sowie der Grenztruppen der DDR auf dem Gebiet des Landes Mecklenburg-Vorpommern. 

## Rahmen
In der Liste werden somit die Landstreitkräfte der NVA, Luftstreitkräfte der Nationalen Volksarmee und die Volksmarine aufgeführt. Die Grenztruppen gehörten bis 1971 zur NVA und wurden dann aus politischen Gründen ausgegliedert und direkt dem Ministerium für Nationale Verteidigung unterstellt. Das änderte wenig an der militärischen Ausrüstung, Uniformierung und den Einsatzgrundsätzen für den Mobilisierungsfall der Grenztruppen, die alle den Landstreitkräften glichen.
Die räumliche Abgrenzung der Liste entspricht nicht der Verwaltungsgliederung zur Zeit des Bestehens der Standorte; denn von 1952 bis zum Ende der DDR 1990 war Mecklenburg-Vorpommern auf den Bezirk Rostock, den Bezirk Schwerin und den Bezirk Neubrandenburg aufgeteilt. Nur wenige der Standorte wurden schon von der Wehrmacht und der Reichswehr genutzt, die meisten Kasernen und baulichen Anlagen wurden während der Zeit der DDR errichtet, häufig in Plattenbauweise (Wohnbauten) bzw. Skelettbauweise (Fahrzeughallen).
Hauptquelle der Liste ist die Standort-Datenbank des Zentrums für Militärgeschichte und Sozialwissenschaften der Bundeswehr (ZMSBw, ehemals Militärgeschichtliches Forschungsamt), die auf den Zeitpunkt 1986/87 abstellt. Insofern werden hier Einheiten und Standorte genannt, die später – aber noch zu DDR-Zeiten – verlegt oder aufgelöst wurden, wie zum Beispiel das 1988 aufgelöste Panzerregiment-8 in Goldberg. Eine wesentlich größere Lücke in dieser Liste ist die Auslassung von sowjetischen Truppenteilen und Standorten der Gruppe der Sowjetischen Streitkräfte in Deutschland auf dem heutigen Gebiet Mecklenburg-Vorpommerns. Hier waren bedeutende Teile der 2. Garde-Panzerarmee stationiert, insbesondere die 16. Garde-PD, die 21. MSD und die 94. Garde-MSD.

## Liste
| Lage                               | NVA-Einheiten | Nutzung nach der Wiedervereinigung (1990) |
| ---------------------------------- | --- | --- |
| Ahlbeck (Heringsdorf)              | Grenzübergangsstelle Ahlbeck/6. Grenzbrigade Küste Teile der Grenzkompanie 1/6. Grenzbrigade Küste | ./. |
| Alt Rehse                          | Gefechtsstand Militärbezirk V Gästehaus Hilfsnachrichtenzentrale 51 | 1998 von der Bundeswehr aufgegeben, Konversion |
| Altwarp                            | Chemisches und Pioniergerätelager 31 Fla-Raketenabteilung 231 Funktechnische Ausbildungskompanie 33 Grenzabschnittsposten Grenzzug (Hafen) Kfz-Gerätelager 33 Kfz-Instandsetzungswerkstatt 33 Munitionslager 33 Transportzug 33 Versorgungslager 33 | 1991 aufgelöst, Gewerbe |
| Bad Sülze                          | [ U 4 ] | Recknitztal-Kaserne: Marinetransportbataillon 3 (1991) → Marinetransportzug Ost (1998) Marinesanitätsstaffel Flugabwehrraketengeschwader 2 „Mecklenburg-Vorpommern“ (Stab) Teile Flugabwehrraketengruppe 21 Flugabwehrraketengruppe 24 (2006) Teile Standortverwaltung und BW-Dienstleistungszentrum Stralsund Sanierung und Umbau der Kaserne 2002–2006 |
| Bansin                             | 1. Grenzkompanie Erholungsheim „Haus am Berg“ Munitionsteillager | ./. |
| Banzin                             | Funktechnische Kompanie 433 | ./. |
| Barhöft                            | Technischer Beobachtungszug (Hafen) 3. Grenzbootsgruppe, Stubbenkammer (Hafen) Fla-Raketenabteilung 4331 Kompanie Wasser | ./. |
| Barth                              | Fla-Raketenabteilung 4322 | ./. |
| Bastorf                            | Fla-Raketenabteilung 4333 | 1990 Konversion, u. a. Kreisfeuerwehrzentrale |
| Bergen auf Rügen                   | Wehrkreiskommando | ./. |
| Bobbin                             | Ausbildungskompanie 6 (Ersatz) Pionierbaukompanie 18 Pionierbaukompanie 28 | ./. |
| Boltenhagen                        | 11. Technische Beobachtungskompanie | ./. |
| Boltenhagen, Tarnewitz             | 6. Grenzbootsgruppe Funkpeilstelle / Funkpeildienst 18 Grenzbataillon 4 | ./. |
| Bützow                             | Wehrkreiskommando | ./. |
| Burg Stargard                      | Fla-Raketenabteilung 233 Funktechnische Störkompanie 33 Zug Chemische Abwehr 33 | ./. |
| Cölpin                             | Auswerte-, Rechen- und Informationsgruppe 33 Gefechtsstand 33 Richtfunkbetriebsstelle 8 | Fernmelde, Radarführung, IT StOV und BW-Dienstleistungszentrum Neubrandenburg/Torgelow |
| Dabel                              | Artillerieregiment 5 „Paul Sasnowski“ Geschoßwerferabteilung 5 Panzerjägerabteilung 5 „Damdiny Süchbaatar“ | Moltke-Kaserne: Panzerartilleriebataillon 405, Standort 2004 geschlossen, Gewerbe |
| Darßer Ort                         | Hafenkommando Darßer Ort 6. Technische Beobachtungskompanie/6. Grenzbrigade Küste | ./. |
| Dassow, Barendorf                  | Grenzschiffsausbildungsabteilung | ./. |
| Demen                              | 5. Raketenbrigade „Bruno Leuschner“ Bewegliche Raketentechnische Basis 5 „Carl Moltmann“ | Warnow-Kaserne: Panzerartilleriebataillon 405 Logistikregiment 14 San-Bereich/Zahnarzt, Standort aufgegeben, Gewerbe |
| Demmin                             | Chemische Werkstatt und Lager 15 Pionierwerkstatt und -lager 15 Wehrkreiskommando | Verteidigungskreiskommando 872 (1991–1994) |
| Dranske                            | 1. Raketenschnellbootabteilung 1. Raketentorpedoschnellbootbrigade 1. Torpedoschnellbootabteilung 3. Raketenschnellbootabteilung 3. Raketentorpedoschnellbootbrigade 3. Torpedoschnellbootabteilung 5. Raketenschnellbootabteilung 5. Raketentorpedoschnellbootbrigade 5. Torpedoschnellbootabteilung 6. Flottille Fla-Raketenabteilung 4335                                                                                            | 1991 Konversion |
| Eggesin, Gumnitz                   | Bezirksversorgungslager 0340 Entwicklung, Instandsetzung und Gerätebau Feldbäckereikompanie 9 Lager für Ausbildungsgeräte 40 Munitionslager 9 | ./. |
| Eggesin, Karpin (A–E)              | 9. Panzerdivision „Heinz Hoffmann“ Artillerieregiment 9 „Hans Fischer“ Artilleriewerkstatt und -lager 15 Ausbildungszentrum 20 „Max Matern“ Bataillon Chemische Abwehr 9 „Michael Niederkirchner“ Fachrichtung II–VI | Vorpommern- und Artillerie-Kaserne: Panzergrenadierbrigade 41 Raketenartilleriebataillon 802 Panzerartilleriebataillon 415 Instandsetzungsbataillon 142 7./Nachschubbataillon 141 |
| Eichhorst (Friedland)              | Militärforstwirtschaftsbetrieb Schorfheide Objektnachrichtenzentrale 2 | ./. |
| Fahrenholz (Ziesendorf)            | Mobilreservelager der 8. MSD | ./. |
| Fünfeichen (Neubrandenburg)        | Leitungsbauregiment 5 „Bruno Kühn“ Nachrichtenkompanie – Richtfunkstelle 5 Nachrichtenregiment 5 „Horst Jonas“ | Fernmeldebataillon 801 2./Feldjägerbataillon 801 (nach Weitin verlegt) Bundeswehrfachschule |
| Gelbensande                        | Führungspunkt Küstenraketenregiment 18 Küstenraketenregiment 18 „Waldemar Verner“ | ./. |
| Göhren (Rügen)                     | 7 Erholungsheime | ./. |
| Goldberg                           | Bataillon Chemische Abwehr 8 „Erich Correns“ Bataillon Funkelektronischer Kampf 5 „Paul Verner“ Ledigenwohnheim Panzerregiment 8 „Arthur Becker“ Raketenabteilung 8 „Hermann Schuldt“ | Auflösung bis 31. März 1991, Technikpark mit gewerblicher Nutzung, zeitweilig Verdichtungslager für Technik der NVA, Unterkünfte seither leerstehend |
| Goldensee, Thurow                  | 5. Grenzkompanie | ./. |
| Graal-Müritz                       | 5. Grenzkompanie Erholungsheim „Klaus Störtebecker“ Grenzbataillon 3 | ./. |
| Greifswald                         | 2. Funkpeilzug 3. Kompanie Instandsetzungsbasis 18 Eisenbahntransportkommandantur 5076 Komplexlager 18 Komplexlager Ladebow Militärmedizinische Sektion an der Universität Greifswald „Maxim Zetkin“ Treib- und Schmierstofflager 18 Wehrkreiskommando | KWEA (bis 1994) |
| Greifswalder Oie                   | Beobachtungsstation der Baltischen Rotbannerflotte Grenztruppen der DDR | 1991 vom Militär geräumt |
| Groß Molzahn                       | Funktechnische Kompanie 432 | ./. |
| Gültz, Seltz                       | Munitionslager 18 | Munitionsdepot (Marine 1991, Heer 1996) |
| Güstrow                            | Wehrkreiskommando | ./. |
| Hagenow                            | Aufklärungsbataillon 8 Mot.-Schützenregiment 29 Pionierbataillon 8 Spezialaufklärungskompanie 5 Wehrkreiskommando | Ernst-Moritz-Arndt-Kaserne: Panzergrenadierbataillon 401 und 402 Panzerpionierkompanie 40 Feldjägerbataillon 151 Logistikbataillon 142 Fernmelder, Kraftfahrer Sanitätszentrum Hagenow Teile StOV Schwerin und BW-Dienstleistungszentrum Rostock VBK 862 (1991–1994)                                                                                     |
| Hanshagen                          | Bataillon Funkelektronischer Kampf 18 Raketen- und torpedotechnische Basis 18 | ./. |
| Kalkhorst, Radarstellung Kalkhorst | Funktechnische Kompanie 233 | Radarführungskompanie 311 (1991) → Abgesetzter Technischer Zug 163 (1995) → Abgesetzter Technischer Zug 356 (2006) |
| Karenz (Mecklenburg)               | Funktechnische Kompanie 434 | ./. |
| Karlshagen                         | Mehrzweckobjekt (Pionierferienlager) Pionierferienlager Teile Seehydrographischer Dienst der DDR, Tonnenhof 1 | |
| Karow (Plau am See)                | Bataillon Materielle Sicherstellung 8 „Herbert Tschäpe“ Divisionslager 8 Feldbäckereikompanie 8 Funkstörkompanie Führung rückwärtiger Mobilmachungsverbände/TT 12 Mobilmachungsbasis für Brigade Materielle Sicherstellung (BrmS-2) Sanitätsbataillon 8 „Hans Rodenberg“ | Damerow-Kaserne (Bahnstrecke Wismar–Karow): Nachschubbataillon 141, 5./Nachschubbataillon 6 2./Instandsetzungsbataillon 142 Standortübungsplatz 2000 ha Standort 2004 geschlossen |
| Kirchdorf (Poel)                   | 7. Grenzkompanie Fla-Raketenabteilung 4334 Kompanie Wasser | ./. |
| Kreien                             | Gefechtsstand Militärbezirk V Hilfsnachrichtenzentrale 52 | ./. |
| Kröslin                            | Landungsschiffe | ./. |
| Kühlungsborn                       | 6. Grenzkompanie 9. Technische Beobachtungskompanie Führungspunkt Kampfschwimmerkommando Grenzausbildungsbataillon 5 Kampfschwimmerkommando 18 Mehrzweckobjekt (Pionierferienlager) Teile 6. Technische Beobachtungskompanie, 2. Funkmeßzug | ./. |
| Laage                              | Fliegertechnisches Bataillon 28 Fliegertechnisches Bataillon 77 Jagdbombenfliegergeschwader 77 „Gebhard Leberecht von Blücher“ Marinefliegergeschwader 28 „Paul Wieczorek“ Nachrichten- und Flugsicherungsbataillon 28 Nachrichten- und Flugsicherungsbataillon 77 Sauerstoffgewinnungs- und Versorgungseinrichtung 77 | Flughafen Rostock-Laage |
| Lindholz, Böhlendorf               | Funk- und funktechnisches Störbataillon 18 „Johannes Vogelsang“ Nachrichtenregiment 18 „Johann Wesolek“ | siehe Bad Sülze |
| Löcknitz                           | Grenzunterabschnitt VI Kfz-Gerätelager 15 Kfz-Werkstatt 5 Nachrichten- und Flugsicherungsausbildungskompanie 33 Nachrichten- und Flugsicherungswerkstatt und -lager 33 | ./. |
| Lohme                              | 3. Grenzkompanie/Grenzbataillon 2/6, Grenzbrigade Küste | ./. |
| Ludwigslust                        | Wehrkreiskommando | ./. |
| Lübtheen                           | Militärforstwirtschaftsbetrieb Truppenübungsplatz | Truppenübungsplatzkommandantur Lübtheen (seit 1991) Teile BW-Dienstleistungszentrum Rostock |
| Marlow, Dänschenburg               | Wechselgefechtsstand der 43. Fla-Raketenbrigade | ./. |
| Neubrandenburg                     | Auswerte-, Rechen- und Informationsgruppe Grundnetzzentrale 2 Kommando Militärbezirk V Militärgericht Militärobergericht Musikkorps Nachrichtenbataillon 5001 Nachrichtenkompanie 0381 Politische Verwaltung Militärbezirk V Propagandakompanie 5 Reparaturwerk Neubrandenburg | Tollense-Kaserne: 14. Panzergrenadierdivision (Bundeswehr) Führungsunterstützungskommando 80 Verteidigungsbezirkskommando 87 Feldjäger, Sanitätsstaffel Heeresmusikkorps Neubrandenburg |
| Neuenkirchen (Rügen)               | Fla-Raketenabteilung 4325 | |
| Neustadt-Glewe                     | Lazarett | Facharztzentrum des Bundeswehrkrankenhauses Hamburg, 1998 aufgelöst |
| Nienhagen (Landkreis Rostock)      | Fla-Raketenabteilung 4332 Gästehaus | ./. |
| Parchim                            | Fla-Raketenregiment 13 „Etkar André“ Funktechnische Kompanie 431 Funktechnisches Bataillon 43 Richtfunkbetriebsstelle 10 Technische Abteilung 130 Wehrkreiskommando | VKK 861 (1990–1994) Radarführung, nach 2004 aufgelöst |
| Pasewalk                           | Baueinheit 15 Pionierregiment 5 Transportkompanie Unterkunftsabteilung Neubrandenburg Unterkunftsgerätelager Nord Wehrkreiskommando | VKK 871 (bis 1994) StOV Pasewalk |
| Peenemünde                         | Erste Flottille (Volksmarine) Hilfs- und Bergungsdienst 1. Küstenschutzschiffsabteilung 1. Landungsschiffsabteilung 1. Landungsschiffsbrigade 1. Minenabwehrschiffsabteilung Seehydrographische Schiffsgruppe 1. Sicherstellungsschiffsabteilung 1. Sicherungsbrigade | Marinestützpunktkommando (1991–1993) Flugplatzbasis 43 Sammel- und Verwertungsraum für Schiffe und Fahrzeuge der NVA Konversion ab 1993 |
| Peenemünde                         | Fliegertechnisches Bataillon 9 „Käthe Niederkirchner“ Funktechnisches Bataillon 33 Jagdfliegergeschwader 9 „Heinrich Rau“ Zieldarstellungskette 33 | Flugplatz Peenemünde |
| Pirna-Rottwerndorf                 | Pionierbataillon 7 Bataillon Chemische Abwehr | gehörig zur 7. Panzerdivision |
| Pragsdorf                          | Funktechnische Kompanie 231 Funktechnisches Bataillon 23 „Liselotte Herrmann“ | Elektronische Gegenmaßnahmen |
| Prangendorf → Cammin (bei Rostock) | Fla-Raketenabteilungsgruppe 431 | Graf-Yorck-Kaserne: Flugabwehrraketengeschwader 2 Flugabwehrraketengruppe 21 Teile StOV und BW-Dienstleistungszentrum Stralsund |
| Prerow                             | Mehrzweckobjekt Wartungszug und mobiler Zug der 6. Technischen Beobachtungskompanie | ./. |
| Prora                              | Ausbildungsregiment Militärtransportwesen 15 „John Sieg“ Pionierbaubataillon Mukran Baueinheit 2 Campingplatz Erholungsheim „Walter Ulbricht“ Erholungsheimgruppe Prora Haus der Armee Mehrzweckobjekt (Pionierferienlager) Militärforstwirtschaftsbetrieb Militärtechnische Schule „Erich Habersaath“ Offiziershochschule für ausländische Militärkader „Otto Winzer“                                                                  | Übernahme der Militärtechnischen Schule, im Dezember 1992 aufgelöst, Konversion |
|                                    | Pionierbaubataillon Mukran | |
| Pudagla                            | Funktechnische Kompanie 331 Funktechnisches Bataillon 33 | ./. |
| Putgarten                          | Funktechnische Kompanie 333 | Radarführung, ECCM |
| Rechlin                            | Nachrichtengerätelager 2 | Materialdepot Müritz, seit 1991 |
| Relzow                             | Instandsetzungsbataillon 5 Komplexlager 15 | 1991 von der Bundeswehr aufgegeben |
| Retschow                           | Fla-Raketenabteilung 4324 Fla-Raketenabteilung 4351 (Stellung ab ca. 1988 im Bau, Stationierung aber nicht mehr realisiert) | ./. |
| Röbel/Müritz                       | Wehrkreiskommando | ./. |
| Rödlin-Thurow                      | Treib- und Schmierstofflager 15 | ./. |
| Rostock                            | 2. Instandsetzungskompanie (Kfz.) / Teile Instandsetzungsbataillon 8 3. Instandsetzungskompanie (Rak./Art.) / Teile IB-8 6. Grenzbrigade 6. Grenzbrigade Küste „Fiete Schulze“ Armeesportklub „Vorwärts“ Armeesportklub „Vorwärts“, Nachwuchszentrum Artillerieregiment 8 „Erich Mühsam“ Auswerte-, Rechen- und Informationsgruppe Bezirksversorgungslager 0140 Bootseinsatzgruppe z. b. V. MSR 28 (Wilhelm Florin) Motschützenregiment | Marineamt → Marinekommando VBK 88 (1991 nach Bad Doberan) BW-Dienstleistungszentrum Rostock (seit 2007) KWEA (bis 2006) Warnow-Kaserne in Gehlsdorf, teilsaniert und bis 1994 genutzt, 1996 Abriss |
| Rostock-Hinrichshagen              | Fla-Raketenabteilung 4323 | ./. |
| Rostock-Hohe Düne                  | 1. Grenzschiffsabteilung 2. Grenzschiffsabteilung 2. Küstenschutzschiffsabteilung 2. Minenabwehrschiffsabteilung Vierte Flottille 4. Grenzschiffsabteilung 4. Küstenschutzschiffsabteilung 4. Küstenschutzschiffsbrigade 4. Minenabwehr-Schiffsabteilung | Marinestützpunkt Hohe Düne |
| Rostock-Markgrafenheide            | Munitionslager 4 Wohnheim | ./. |
| Rövershagen                        | Gefechtsstand 43. Fla-Raketenbrigade Funktechnische Abteilung 4301 | |
| Saal (Vorpommern)                  | Funktechnische Kompanie 332 | ./. |
| Sanitz                             | 43. Fla-Raketenbrigade, Stab und Technische Abteilung „Erich Weinert“ Nachrichtenkompanie 0181 Technische Abteilung 4320 | Flugabwehr, Verwaltung |
| Saßnitz                            | 2. Signalzug 3. Küstenschutzschiffsabteilung Grenzübergangsstelle Wasser Ingenieurbaubataillon 18 Kompanie Chemische Abwehr 18 Kompanie Wasser Marinepionierbataillon 18 Stützpunkt Saßnitz Teile Nachrichtenkompanie 6, Fernmeldetechnischer Zug Teile Treib- und Schmierstofflager 18 | ./. |
| Schwerin                           | Kurt Bürger-Kaserne (1968): 8. motorisierte Schützendivision Nachrichtenbataillon-8 "Kurt Bürger" Stabskompanie-8 zum Stab 8.MSD Bezirkstransportkommandantur 0250 Bezirksversorgungslager 0240 Eisenbahntransportkommandantur 5075 | Werder-Kaserne: VBK 86 (1991) → Landeskommando Mecklenburg-Vorpommern Panzergrenadierbrigade 40 |
| Schwerin, Stern-Buchholz           | Hans-Kahle-Kaserne: Mot. Schützenregiment 27 (1956) Panzerjägerabteilung 8 Heinrich Dollwetzel (1974) Geschosswerferabteilung 8 „Mathias Thesen“ Instandsetzungsbataillon 8 „Wilhelm Bick“ Flak, chemische Abwehr Fla-Raketenregiment 8 Führungsbatterie Chef Raketentruppen/Artillerie 8 Führungsbatterie Chef Truppenluftabwehr 8 Führungsstelle Chef Aufklärung 5 Geschoßwerferabteilung 8 Instandsetzungsbataillon 8                | Blücher-Kaserne: Panzerbataillon 403 (1991–2007) 3./Logistikbataillon 142 Lazarettregiment 81 Standort geschlossen, Standortübungsplatz |
| Sehlen                             | Munitionslager 6 | ./. |
| Stavenhagen, Basepohl              | Kampfhubschraubergeschwader 5 Bewegliche Fla-Raketentechnische Basis 5 Funktechnisches Bataillon 5 | Adolf von Lützow-Kaserne (Heeresflieger) Kaserne Mecklenburgische Schweiz |
| Sternberg                          | Wehrkreiskommando | ./. |
| Stralsund                          | 2. Kompanie Instandsetzungsbasis 18 Armeesportvereinigung Vorwärts Bezirkstransportkommandantur 0150 Fliegertechnisches Bataillon 18 Flottenschule „Walter Steffens“ Hafenkommando Ost Haus der Armee Lagerbezirk 11 Lazarett Marinehubschraubergeschwader 18 Offiziershochschule der Volksmarine "Karl Liebknecht" | Marineschule Stralsund VKK 881 (1990–1994), KWEA (bis 1994) |
| Stubbenkammer                      | 3. Technische Beobachtungskompanie Grenzbataillon 2 | ./. |
| Torgelow, Drögeheide (A–C)         | Mot. Schützenregiment 13 und Panzerregiment 6 (1956–1958) Artillerieregiment 17 Panzerjägerabteilung 5 Kommandantur des Truppenübungsplatzes Jägerbrück, Oberförsterei Torgelow Raketenabteilung 9 „Otto Nuschke“ Baupionierbataillon 5 Bewegliche raketentechnische Basis 5 | Freiherr von Schill-Kaserne (1993): Panzerbataillon 413 und 414 Truppenübungsplatzkommandantur |
| Torgelow, Spechtberg (A–C)         | Panzerregiment 22 „Soja Kosmodemjanskaja“ Panzerregiment 21 „Walter Empacher“ (1956/1972) Lehrbataillon 9 (1956–1961) Raketenabteilung 9 „Otto Nuschke“ (1962/1967) | |
| Tramm (Mecklenburg)                | Fla-Raketenabteilung 132 | ./. |
| Trassenheide                       | Marinepionierzug 1 Zug Chemische Abwehr 1 | ./. |
| Trollenhagen                       | 3. Luftverteidigungsdivision Fla-Batterie 2 Fliegertechnisches Bataillon 2 Fliegertechnisches Lager 33 Flugplatzbasis 33 Flugplatzkommando Funkmeß- und Fla-Raketengerätelager 33 Funkmeßwerkstatt 33 Jagdfliegergeschwader 2 Kurier-Feldpostzentrale Nachrichtenbataillon 33 „Max Christiansen-Clausen“ | Luftwaffenversorgungsregiment 5 (1991–2003) Fliegerhorststaffel 22 Luftwaffeninstandsetzungsgruppe 22 Fernmelder, Kraftfahrer, Feldjäger Sanierung und Ergänzungsbauten (Wirtschaftsgebäude, Tower), zivile Mitnutzung des Fliegerhorstes, siehe Flughafen Neubrandenburg                                                                                |
| Ueckermünde                        | Bezirksversorgungslager 0340 Entwicklung, Instandsetzung und Gerätebau Fla-Schießplatz Lazarett „Günter Bodek“ Wehrkreiskommando | ./. |
| Viereck (Vorpommern), Stallberg    | Fla-Raketenregiment 23 Fla-Raketenwerkstatt 33 Panzerregiment 23 Topographisches Lager | Kürassier-Kaserne (1991, ab 1992 saniert): Panzergrenadierbataillone 411, 412 (mob.) und 908 (mob.) Teile Logistikbataillon 142 Sanitätsstaffel Teile BW-Dienstleistungszentrum Torgelow |
| Waren (Müritz)                     | Relaisstation 3. LVD Wehrkreiskommando | Außenstelle des Verpflegungsamtes der BW VKK 873 (1991–1994) |
| Warenshof                          | 12. Instandsetzungsbrigade Versorgungs- und Ausrüstungslager 18 | Marinematerialsteuerungsdepot (1991–1996) |
| Warin                              | Fla-Raketenabteilung 131 | ./. |
| Weggun                             | Fla-Raketenabteilung 234 | ./. |
| Wilhelmsburg (Vorpommern), Eichhof | Fla-Raketenabteilung 232 | ./. |
| Wittenhagen, Abtshagen             | Fla-Raketenabteilung 4321 | ./. |
| Wolgast                            | 8. Erprobungs-Schiffsabteilung Erprobungszentrum Fernmeldetechnischer Zug Instandsetzungsbasis 18 Stützpunkt Wolgast Wartungszug 18 Wehrkreiskommando Werftkommandantur Wissenschaftlich technisches Zentrum 18 „Marcin Kasprzak“ | Außenstelle Marinearsenal (2004) |
| Ziegendorf                         | Fla-Raketenabteilung 133 | ./. |
| Militärstandort Zingst             | Fla-Raketenausbildungszentrum 40 „Georg Ewald“ Funkdienst 18 Truppenübungsplatz Raketenexperimente auf Zingst | Flak-Schießplatz, Instandsetzungsbataillon, ab 1992 Auflösung der Liegenschaft, Konversion |

## Unterstellungen
1. 1 2 3 4 5 6 7 8 9 10 11 12 13 14 15 16 17 18 19 20 21 22 23 24 25 26 27  Militärbezirk V
2. 1 2 3 4 5 6 7 8 9 10 11 12 13 14 15 16 17 18 19 20 21 22 23 24 25 26 27 28 29 30 31 32 33 34 35 36 37 38 39  3. Luftverteidigungsdivision (NVA)
3. 1 2 3 4 5 6 7 8 9 10 11 12 13 14 15 16 17 18 19 20 21 22 23  6. Grenzbrigade Küste
4. 1 2 3 4 5 6 7 8 9 10 11 12 13 14 15 16 17 18 19 20 21 22 23 24 25 26 27 28 29 30 31 32 33 34 35 36 37 38 39 40 41 42 43  Nachrichtenregiment 18 (NR18) und FuFuTSB
5. ↑  Grenzbataillon 2 (Stubbenkammer)
6. 1 2 3 4 5 6  Wehrbezirkskommando Rostock
7. 1 2 3  Sechste Flottille
8. ↑  Grenzbataillon 4, Tarnewitz
9. 1 2 3 4 5 6  Wehrbezirkskommando Neubrandenburg
10. 1 2 3 4 5 6 7 8  Kommando Landstreitkräfte
11. 1 2 3  9. Panzerdivision
12. 1 2 3 4 5 6 7 8 9 10 11 12 13 14 15 16 17 18 19  Ministerium für Nationale Verteidigung
13. 1 2 3 4 5 6 7 8 9 10 11 12 13 14 15 16 17 18 19 20 21  8. motorisierte Schützendivision
14. ↑  Grenzkommando Nord
15. ↑  Munitionsdepot Schneeberg
16. 1 2 3 4 5 6  Wehrbezirkskommando Schwerin
17. 1 2 3 4 5  Kommando LSK/LV
18. 1 2 3 4 5  Erste Flottille
19. 1 2 3 4  Führungsorgan Front- u. Militärtransportfliegerkräfte (NVA)
20. ↑  1. Luftverteidigungsdivision (NVA)
21. ↑  Nachrichtenregiment 14
22. 1 2  43. Fla-Raketenbrigade „Erich Weinert“
23. ↑  Grenztruppen der DDR
24. 1 2 3 4 5 6 7  Vierte Flottille
25. ↑  Versorgungs- und Ausrüstungslager 18, Waren